# پروکونسوس (شهر)
پروکونسوس (یونانی باستان: Προκόννησος) یک شهر یونانی در ساحل جنوب غربی جزیره پروکونسوس بود. این شهر که مستعمره میلسیان (ملط) بود توسط ناوگان فنیقی که به دستور پادشاه ایرانی داریوش بزرگ عمل می‌کرد، سوزانده شد. استرابون بین پروکونسوس قدیمی و جدید تمایز قائل می‌شود. ساکنان سیزیک، در زمانی که ما نمی‌توانیم به آن پی ببریم، پروکونزیان را وادار کردند تا با آنها ساکن شوند و مجسمه الهه دیندیمن را به شهر خود منتقل کردند.
تحت فرمان دیوکلتیان علیه آیین مانوی، De Maleficiis et Manichaeis، مجرمان برای کار در معادن در پروکونسوس فرستاده شدند.